# Lounsburyia trifasciata
Lounsburyia trifasciata är en stekelart som först beskrevs av Compere 1925.  Lounsburyia trifasciata ingår i släktet Lounsburyia och familjen växtlussteklar. Inga underarter finns listade i Catalogue of Life.